# United Nations Police Support Group
Die Polizeiunterstützungsgruppe der Vereinten Nationen (englisch United Nations Police Support Group, UNPSG) basierte auf der UN-Resolution 1145 vom 19. Dezember 1997 und fand ununiformiert vom 16. Januar bis zum 15. Oktober 1998 in Kroatien statt. Am 16. Oktober 1998 ging die Aufgabe der Überwachung der Polizei an die Organisation für Sicherheit und Zusammenarbeit in Europa (OSZE) über. Einsatzgebiet waren Ost-Slawonien, Baranya und West-Syrmien der kroatischen Donau-Region.
Ziel des Mandats war die weitere Überwachung der kroatischen Polizeikräfte, wozu Polizeieinheiten der vorausgegangenen UNTAES-Mission eingesetzt wurden. Das Polizei-Hauptquartier von UNPSG befand sich in Vukovar und das Verbindungsbüro der Vereinten Nationen (engl.: United Nations Liaison Office – UNLO) in Zagreb. Repräsentant des Generalsekretärs und Leiter der Einsatzgruppe sowie Chef des UNLO-Büros in Zagreb war Souren Seraydarian aus der Arabischen Republik Syrien. Die personelle Einsatzstärke umfasste rund 114 Polizeibeamte, unterstützt durch einen zivilen Mitarbeiterstab. Beteiligt an UNPSG waren Ägypten, Argentinien, Dänemark, Fidschi, Finnland, Indonesien, Irland, Jordanien, Kenia, Litauen, Norwegen, Österreich, Polen, Russland, Schweiz, Schweden, Ukraine und die Vereinigten Staaten.